# Naples (Dakota del Sud)
Naples és una població dels Estats Units a l'estat de Dakota del Sud. Segons el cens del 2000 tenia 25 habitants.

## Demografia
Segons el cens del 2000, Naples tenia 25 habitants, 11 habitatges, i 6 famílies. La densitat de població era de 68,9 habitants per km².
Dels 11 habitatges en un 27,3% hi vivien nens de menys de 18 anys, en un 63,6% hi vivien parelles casades, en un 0% dones solteres, i en un 36,4% no eren unitats familiars. En el 36,4% dels habitatges hi vivien persones soles el 18,2% de les quals corresponia a persones de 65 anys o més que vivien soles. El nombre mitjà de persones vivint en cada habitatge era de 2,27 i el nombre mitjà de persones que vivien en cada família era de 3.
Per edats la població es repartia de la següent manera: un 16% tenia menys de 18 anys, un 16% entre 18 i 24, un 16% entre 25 i 44, un 32% de 45 a 60 i un 20% 65 anys o més.
L'edat mediana era de 46 anys. Per cada 100 dones de 18 o més anys hi havia 133,3 homes.
La renda mediana per habitatge era de 37.083 $ i la renda mediana per família de 40.625 $. Els homes tenien una renda mediana de 31.875 $ mentre que les dones 11.667 $. La renda per capita de la població era de 78.450 $. Cap de les famílies i el 6,3% de la població estaven per davall del llindar de pobresa.

## Poblacions més properes
El següent diagrama mostra les poblacions més properes.